# Floh-Seligenthal
Floh-Seligenthal är en kommun i Landkreis Schmalkalden-Meiningen i förbundslandet Thüringen i Tyskland.